# Fred Anton Maier
Fred Anton Maier (Nøtterøy, 15 dicembre 1938 – Nøtterøy, 9 giugno 2015) è stato un pattinatore di velocità su ghiaccio norvegese.

## Palmarès
Olimpiadi
- 4 medaglie:
  - 1 oro (5000 m a Grenoble 1968)
  - 2 argenti (10000 m a Innsbruck 1964, 10000 m a Grenoble 1968)
  - 1 bronzo (5000 m a Innsbruck 1964)

Mondiali
- 1 medaglia:
  - 1 oro (Göteborg 1968)

Europei
- 1 medaglia:
  - 1 oro (Oslo 1968)